# Indo-skitsko carstvo
Indo-Skiti (takođe zvani Indo-Sakas) bili su grupa nomadskih iranskih naroda koji su vodili poreklo od Saka i Skita koji su migrirali na jug u zapadne i severne delove južne Azije (Sogdijana, Baktrija, Arahozija, Gandara, Sind, Kašmir, Pundžab, Harajana, Utar Pradeš, Bihar, Radžastan, Gudžarat i Maharaštra) od sredine 2. veka p. n. e. do 4. veka.
Prvi kralj Saka u Južnoj Aziji bio je Majes/Moga (1. vek pne) koji je uspostavio vlast Saka u Gandari i dolini Inda. Indo-Skiti su proširili svoju nadmoć nad severozapadnom Indijom, pokoriviši Indo-Grke i druga lokalna kraljevstva. Indo-Skiti su bili potčinjeni Kušanskom carstvu, bilo Kudžula Kadfize ili Kaniška. Ipak, Sake su nastavili da vladaju kao satrapijama, formirajući Severne i Zapadne Satrape. Moć vladara Sake počela je da opada u II veku pne nakon što su Indo-Skiti bili poraženi od satavahanskog cara Gautamiputra Satakarnija. Indo-skitska vladavina na severzoapadu Indijskog potkontinenta prestala je kad je poslednji Zapadni Satrap Rudrasimha III poražen od Guptijskog cara Čandragupte II 395. godine.
Invazija severnih regiona Indijskog potkontinenta od strane skitskih plemena iz centralne Azije, koja se često naziva i indo-skitskom invazijom, igrala je značajnu ulogu u istoriji Indijskog potkontinenta kao i okolnih zemalja. Zapravo, indo-skitski rat samo je jedno poglavlje u događajima koje je pokrenula nomadsko begstvo centralnoazijaca od sukoba sa plemenima kao što je Sjungnu u II veku pne, što je imalo trajne efekte na Baktriju, Kabul i Indijski potkontinent, kao i daleki Rim na zapadu, i bliže na zapadu u Partiji.
Drevni rimski istoričari, uključujući Arijana i Klaudija Ptolomeja, pomenuli su da su drevne Sake ('Sakaj') bili nomadski narod. Italo Ronka u svojoj detaljnoj studiji Ptolomejevog poglavlja VI navodi: „Zemlja Saka pripada nomadima, oni nemaju gradove, već žive u šumama i pećinama”.

## Origins
Smatra se da su preci Indo-Skita bila sakaska (skitska) plemena.
„Jedna grupa naroda koji su govorili indoevropske jezike koja se rano pojavila na sceni Sinkjanga je Saka (Ch. Sai). Saka je opštiji naziv nego ime za specifičnu državu ili etničku grupu; plemena Saka bila su deo kulturnog kontinuiteta ranih nomada širom Sibira i srednjoeurazijskih stepskih zemalja od Sinkjanga do Crnog mora. Poput Skita koje Herodot opisuje u četvrtoj knjizi svoje Istorije (Saka je iranska reč ekvivalentna grčkoj Skiti, a mnogi naučnici ih zajedno nazivaju Saka-Skitima), Sake su bili konjsko nomadski narod koji je govorio iranski jezik i koristio bojna kola u bitkama. Oni su žrtvovali konje i sahranjivali svoje mrtve u humkama zvanim kurgani”.
Prema mitovima o njihovom sopstvenom poreklu, oni tvrde da potiču iz Kuštan Maurija, prognanog sina indijskog cara Ašokavardana Maurija koji je osnovao Kraljevinu Hotan u slivu Tarima.

### Juedži ekspanzija
U II veku pne, novi nomadski pokret započeo je među centralnoazijskim plemenima, proizvodeći trajne efekte na istoriju Rima u Evropi, Partije u Zapadnoj Aziji, i Baktrije, Kabula i Indije na istoku u Južnoj Aziji. Zabeleženo je u analima dinastije Han i drugim kineskim zapisima, da je ovo veliko plemensko kretanje započelo je nakon što su pleme Juedži porazili Sjungnui. Bežeći ka zapadu nakon svg poraza i stvarajući domino efekat dok su raseljavali druga centralnoazijska plemena na svom putu.
Prema ovim drevnim izvorima, Modu Šanju iz mongolskog plemena Sjungnu napao je Juedži (verovatno u kontekstu Toharaca koji su živeli u oblasti sliva istočnog Tarima) i proterali ih iz njihove domovine između Ćiljen šana i Dunhuanga oko 175. p. n. e.. Ostavljajući za sobom ostatke svoje populacije, najveći deo stanovništva preselio se na zapad, u područje reke Ili. Tamo su oni raselili Sakase, koji su migrirali na jug u Ferganu i Sogdijanu. Prema kineskim istorijskim hronikima (koji zovu Sake, „Saj” 塞): „[Juedži] su napali sajskog kralja koji se preselio na značajnu udaljenost prema jugu, a Juedži su tada zauzeli njegove zemlje.”
Nešto posle 155 godine pne, Juedži su ponovo porazili savez Vusuna i Sjungnua, i bili su primorani da se presele na jug, ponovo raseljavajući Skite, koji su migrirali na jug prema Baktriji i sadašnjem Avganistanu, a jugozapadno bliže Partiji.

## Potomci Indo-Skita
Tadeuš Sulimirski napominje da su Sake napali i delove Severne Indije. Vir Radžendra Riši, indijski lingvista, utvrdio je jezičke srodnosti između indijskih i centralnoazijskih jezika, što dodatno daje kredibilnost mogućnosti istorijskog uticaja Saka u Severnoj Indiji.

## Literatura
- Bailey, H. W. „Languages of the Saka.”. Handbuch der Orientalistik. 1958., I. Abt., 4. Bd., I. Absch., Leiden-Köln. 1958.
- Faccenna D., "Sculptures from the sacred area of Butkara I", Istituto Poligrafico Dello Stato, Libreria Dello Stato, Rome, 1964.
- Harmatta, János, ed., History of civilizations of Central Asia, Volume II. The development of sedentary and nomadic civilizations: 700 B.C. to A.D. 250. 1994.. Paris, UNESCO Publishing.
- Hill, John E. (2004). The Peoples of the West from the Weilue.. 魏略 by Yu Huan 魚豢: A Third Century Chinese Account Composed between AD 239 and 265. Draft annotated English translation.
- Hill, John E (2009). Through the Jade Gate to Rome: A Study of the Silk Routes during the Later Han Dynasty, 1st to 2nd Centuries AD. ISBN 978-1-4392-2134-1.. BookSurge, Charleston, South Carolina.
- Hulsewé, A. F. P. and Loewe, M. A. N. China in Central Asia: The Early Stage 125 BC – AD 23: an annotated translation of chapters 61 and 96 of the History of the Former Han Dynasty. 1979.. E. J. Brill, Leiden.
- Huet, Gerard (2010). "Heritage du Sanskrit Dictionnaire, Sanskrit-Francais,". стр. 128..  (PDF) https://web.archive.org/web/20080227183848/http://sanskrit.inria.fr/Dico.pdf. Архивирано из оригинала (PDF) 27. 02. 2008. г. Недостаје или је празан параметар |title= (помоћ)
- Litvinsky, B. A., ур. (1996). History of civilizations of Central Asia, Volume III. The crossroads of civilizations: A.D. 250 to 750.. Paris, UNESCO Publishing.
- Liu, Xinru (јесен 2001). „Migration and Settlement of the Yuezhi-Kushan: Interaction and Interdependence of Nomadic and Sedentary Societies.”. Journal of World History. 12 (2): 261—292. doi:10.1353/jwh.2001.0034.,. University of Hawaii Press,. .
- Bulletin of the Asia Institute: The Archaeology and Art of Central Asia. Studies From the Former Soviet Union. New Series. Edited by B. A. Litvinskii and Carol Altman Bromberg. Translation directed by Mary Fleming Zirin. Vol. 8, (1994), pp. 37–46.
- Millward, James A (2007). Eurasian Crossroads: A History of Xinjiang. Columbia University Press. ISBN 978-0-231-13924-3.. New York.
- Pulleyblank, Edwin G (1970). „The Wu-sun and Sakas and the Yüeh-chih Migration.”. Bulletin of the School of Oriental and African Studies 33. 33 (1970): 154—160. doi:10.1017/S0041977X00145227.
- Ptolemy. The Geography. 1932. ISBN 978-0-486-26896-5.. Translated and edited by Edward Luther Stevenson. 1991 unabridged reproduction. Dover Publications, Mineola, N. Y.  (pbk)
- Puri, B. N. 1994. "The Sakas and Indo-Parthians." In: History of civilizations of Central Asia, Volume II. The development of sedentary and nomadic civilizations: 700 B.C. to A.D. 250. Harmatta, János, ed., 1994. Paris: UNESCO Publishing, pp. 191–207.
- Ronca, Italo (1971). Ptolemaios Geographie 6,9–21. Ostrian und Zentralasien, Teil I.. IsMEO — ROM.
- Watson, Burton. Trans. (1993). Records of the Grand Historian of China: Han Dynasty II (Revised Edition). Columbia University Press. ISBN 978-0-231-08167-2.. Translated from the Shih chi of Ssu-ma Ch'ien. Chapter 123: The Account of Ta-yüan. Columbia University Press.
- Wilcox, Peter and Angus McBride (1986). Rome's Enemies (3): Parthians and Sassanid Persians (Men-at-Arms). ISBN 978-0-85045-688-2. Osprey Publishing; illustrated edition.
- Yu, Taishan. (1998). A Study of Saka History.. Sino-Platonic Papers No. 80. July 1998. Dept. of Asian and Middle Eastern Studies, University of Pennsylvania.
- Yu, Taishan. (2000). A Hypothesis about the Source of the Sai Tribes.. Sino-Platonic Papers No. 106. September 2000. Dept. of Asian and Middle Eastern Studies, University of Pennsylvania.
- Political History of Ancient India, 1996, H. C. Raychaudhury
- Hindu Polity, A Constitutional history of India in Hindu Times, 1978, K. P. Jayswal
- Geographical Data in Early Puranas, 1972, M. R. Singh
- India and Central Asia, 1955, P. C. Bagchi.
- Geography of Puranas, 1973, S. M. Ali
- Greeks in Bactria and India, W. W. Tarn
- Early History of North India, S. Chattopadhyava
- Sakas in Ancient India, S. Chattopadhyava
- Development of Kharoshthi script, C. C. Dasgupta
- Ancient India, 1956, R. K. Mukerjee
- Ancient India, Vol III, T. L. Shah
- Hellenism in Ancient India, G. N. Banerjee
- Manu and Yajnavalkya, K. P. Jayswal
- Anabaseeos Alexanddrou, Arrian
- Mathura lion capital inscriptions
- Corpus Inscriptionium Indicarum, Vol II, Part I, S. Konow

## Spoljašnje veze
- "Indo-Scythian dynasties", R. C. Senior
- Coins of the Indo-Scythians